# Zahrensdorf
Zahrensdorf è una frazione del comune tedesco di Kloster Tempzin.

## Storia
Il 1º gennaio 2016 il comune di Zahrensdorf venne fuso con il comune di Langen Jarchow, formando il nuovo comune di Kloster Tempzin.